# Mercedes-AMG GT 4-Door Coupé
Mercedes-AMG GT 4-Door Coupé – samochód sportowy klasy wyższej produkowany przez oddział Mercedes-AMG niemieckiej marki Mercedes-Benz od 2018 roku.

## Historia i opis modelu

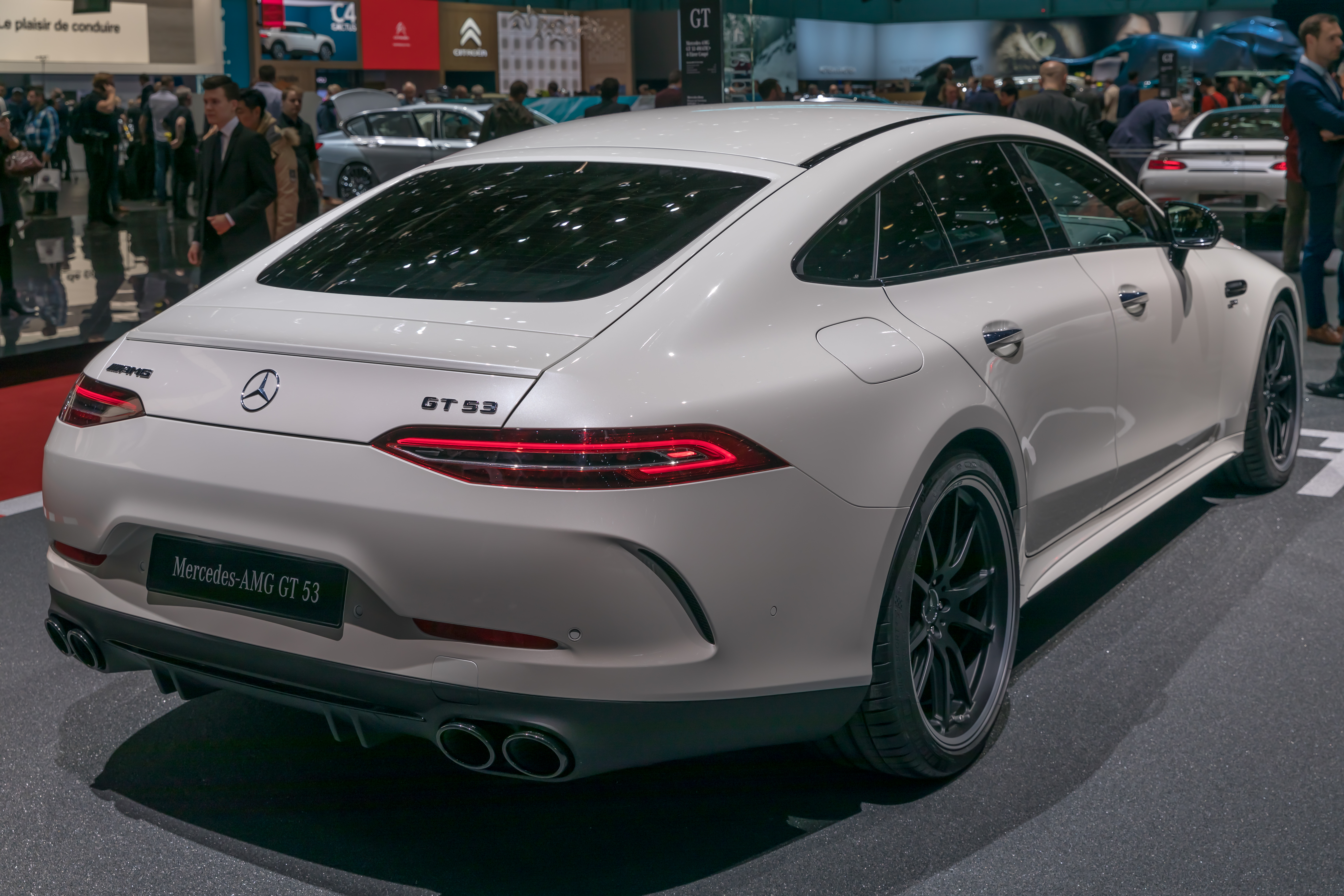
Mercedes-AMG GT 53 4-Door Coupé (X290) – tył

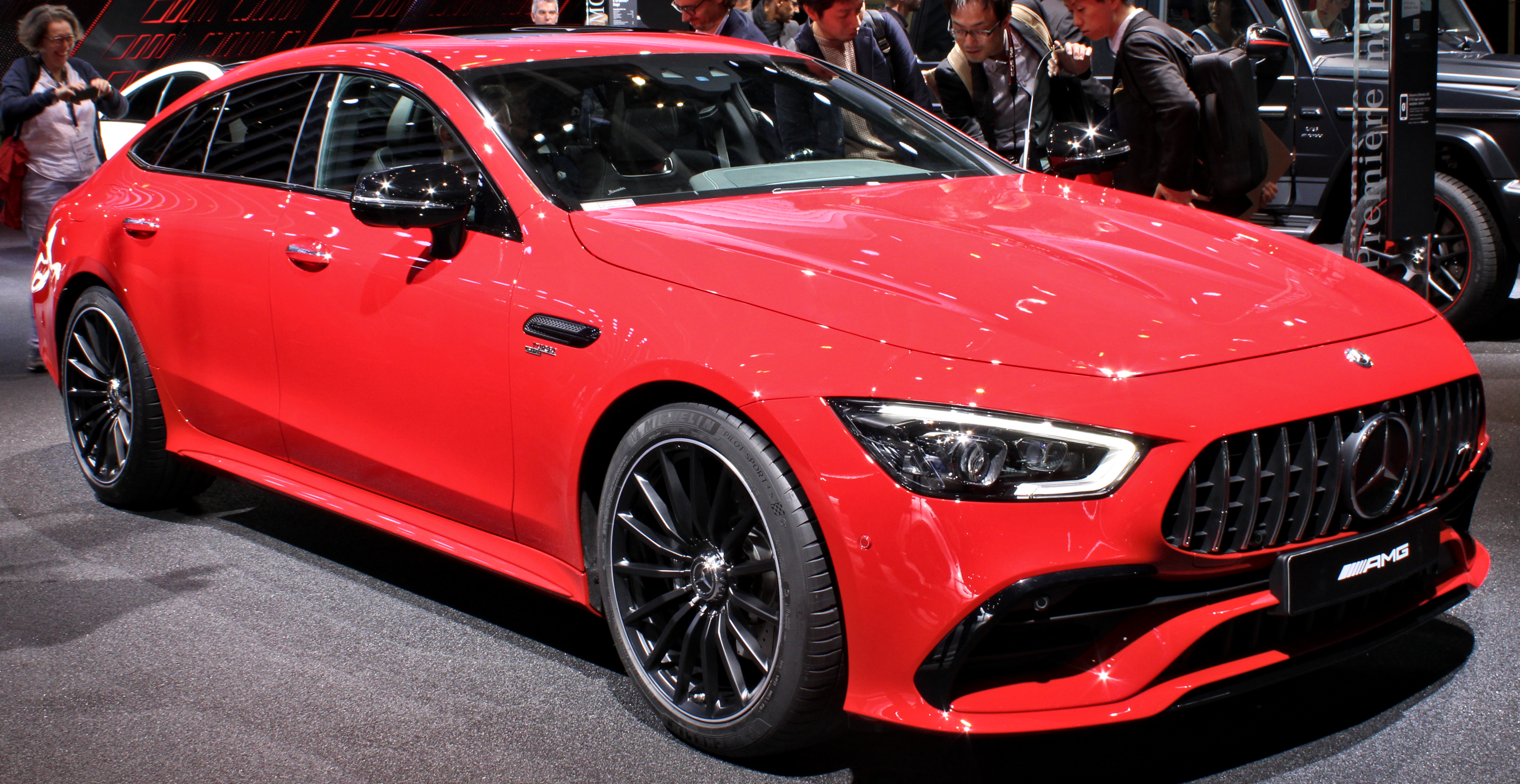
Mercedes-AMG GT 43 4-Door Coupé (X290)

Samochód został po raz pierwszy oficjalnie zaprezentowany podczas Międzynarodowego Salonu Samochodowego w Genewie w marcu 2018 roku.

### Warianty
Niemiecki producent w momencie odsłonięcia tego modelu zapowiedział trzy jego warianty, w tym bazowy GT 53 4MATIC+ oraz GT 63 4MATIC+ i GT 63 S 4MATIC+. Zależnie od wersji, moment obrotowy trafia na tylną oś lub obie osie za pośrednictwem napędu AMG Performance 4MATIC+. Standardem w topowej odmianie jest tryb Drift, w którym samochód staje się w pełni tylnonapędowy. W przypadku pozostałych wariantów za tę opcję należy dopłacić.

### Silniki
GT 53 to hybryda napędzana 3-litrowym, 6-cylindrowym silnikiem turbodoładowanym M256 oraz jednostką elektryczną. Łączna moc układu wynosi 435 KM. Poza turbiną, w motorze zastosowano kompresor elektryczny, który ma niwelować efekt tzw. „turbodziury”. Auto w tej konfiguracji jest w stanie rozpędzić się od 0 do 100 km/h w 4,5 sekundy i rozpędzić się do 285 km/h. Opcjonalnie GT 53 może zostać wyposażone w system skrętnej tylnej osi, który jest standardem w odmianach z silnikiem V8.
Pod maską GT 63 i 63 S znajduje się ta sama jednostka 4.0 V8 M178. W tym pierwszym przypadku generuje ona 585 KM i 800 Nm, a w tym drugim – 639 KM i 900 Nm. Sprint od 0 do 100 km/h trwa analogicznie: 3,4 s i 3,2 s, podczas gdy prędkość maksymalna wynosi 310 i 315 km/h. Oba modele wyposażone są w system AMG Cylinder Management, pozwalający na dezaktywację części cylindrów podczas pracy przy niewielkim obciążeniu.
Dane techniczne
| Wersja:            | Silnik:             | Moc Maksymalna:                          | Maks. moment obrotowy           | 0-100 km/h         | V maks.            |
| Silniki benzynowe: | Silniki benzynowe:  | Silniki benzynowe:                       | Silniki benzynowe:              | Silniki benzynowe: | Silniki benzynowe: |
| ------------------ | ------------------- | ---------------------------------------- | ------------------------------- | ------------------ | ------------------ |
| GT 43              | R6, 3,0l (2999 cm³) | 367 KM (270 kW) przy 5500-6100 obr./min. | 500 Nm przy 1800-4500 obr./min. | 5,0 s              | 270 km/h           |
| GT 53              | R6, 3,0l (2999 cm³) | 435 KM (320 kW) przy 6100 obr./min.      | 520 Nm przy 1800-5800 obr./min. | 4,5 s              | 285 km/h           |
| GT 63              | V8, 4,0l (3982 cm³) | 585 KM (430 kW) przy 5500-6500 obr./min. | 800 Nm przy 2500-5000 obr./min. | 3,4s               | 310 km/h           |
| GT 63S             | V8, 4,0l (3982 cm³  | 639 KM (470 kW) przy 5500-6500 obr./min. | 900 Nm przy 2500-4500 obr./min. | 3,2 s              | 315 km/h           |